# Aftovirus
Aftovirus, Aphthovirus, (del grec aphtha-, vesícules a la boca) és un gènere de virus dins la família Picornaviridae. Els aftovirus infecten els vertebrats, i inclouen el virus de la febre aftosa (FMDV) és el membre prototípic del gènere Aphthovirus. Hi ha set serotipus de FMDV: A, O, C, SAT 1, SAT 2, SAT 3 i Asia 1, i quatre serotipus no-FMDV pertanyents a tres espècies addicionals Bovine rhinitis A virus (BRAV), Bovine rhinitis B virus (BRBV) i Equine rhinitis A virus (ERAV).